# Thibaut Cuisset
Pour les articles homonymes, voir Cuisset.
Thibaut Cuisset (né le 19 mars 1958 à Hautmont, dans le département du Nord, et mort le 19 janvier 2017  à Villejuif) est un photographe français, connu pour ses photographies de paysages aux tonalités très douces.

## Biographie
Thibaut Cuisset naît le 19 mars 1958 à Hautmont, dans le Nord.
Il fait ses premiers pas dans la photographie dans les années 1980.
En 1992-1993, il est pensionnaire de la villa Médicis.
En 2009, il expose une photographie sur une bâche de 25 × 14,5 m sur la place de la Cathédrale à Rouen.
Il meurt d'un cancer le 19 janvier 2017, à 58 ans, à Villejuif, dans le Val-de-Marne.
Il est représenté par la galerie Les Filles du calvaire.

## Récompenses et distinctions
- Prix « Moins-Trente » du Centre national de la photographie, 1987[5]
- Prix Marc Ladreit de Lacharrière – Académie des beaux-arts, 2009[1],[6]
- Prix « Résidence pour la Photographie » de la Fondation des Treilles, 2015[7]

### Monographies
- Campagne japonaise, Filigranes Éditions, 2002, 48 p. (ISBN 978-2-91438-133-8), préface de Jean-Christophe Bailly
- Une campagne photographique, Filigranes Éditions, 2009, 64 p. (ISBN 978-2350461717)
- Le pays clair - Camargue, Actes Sud, 2013, 80 p. (ISBN 978-2-330-02327-0), préface de Jean Echenoz

### Avec l'Agence Metis
- Luc Choquer, Thibaut Cuisset, Bernard Descamps, Pascal Dolémieux, Didier Hubert, Kim Mi-hyun, Xavier Lambours, Marie-Paule Nègre, Claude Nori, Max Pam, Michel Séméniako et Martine Voyeux, Paris la nuit : les photographes de Métis, Paris, Paris Musées, 1994, 109 p. (ISBN 2879001781)
- (en + da) Ruth Eaton, Jean Dethier, Xavier Lambours, Pascal Dolémieux, Didier Hubert et Thibaut Cuisset, The Spirit of Copenhagen, Copenhague, Dansk Design Center, 1996, 71 p. (ISBN 8787385821)